# Epirhyssa masoni
Epirhyssa masoni là một loài tò vò trong họ Ichneumonidae.